# Nefertari (19. Dynastie)
Nefertari, auch Nofretiri oder Nefertari Meritenmut (* unbekannt; † um 1255 v. Chr.), war die „Große königliche Gemahlin“ des Königs (Pharaos) Ramses II. im Neuen Reich, 19. Dynastie.

## Herkunft und Familie
Zu Nefertaris Abstammung gibt es bisher keine historischen Hinweise. In ihrem Felsengrab (QV66) im Tal der Königinnen fand sich der Knauf einer Truhe des Pharaos Eje, was Anlass zur Vermutung gab, dass sie dessen Enkelin war und somit aus Achmim stammte. Dies scheint zunächst eher unwahrscheinlich, da Pharao Eje als König der Amarna-Zeit unter Ramses II. verfemt war. In Achmim fand sich jedoch eine Kolossalstatue der Meritamun, einer Tochter von Nefertari. Dies legt wiederum eine Verbindung der Königin mit Achmim nahe, einem Ort, aus dem vermutlich auch Eje stammte.
Ramses II. und Nefertari hatten fünf Söhne mit den Namen Amunherchepeschef (ab dem 20. Regierungsjahr von Ramses II.: Sethherchepeschef), Paraherwenemef, Seti, Merire und Meriatum sowie vier Töchter mit den Namen Baketmut, Nefertari, Meritamun und Henuttaui.

## Bedeutung
Berühmt wurde Königin Nefertari in der Neuzeit vor allem durch die prächtigen Wandmalereien in ihrem Felsengrab QV66 im Tal der Königinnen in Theben-West, das 1904 von Ernesto Schiaparelli entdeckt wurde, sowie durch den ihr und der Hathor von Ibschek geweihten Kleinen Tempel in Abu Simbel. Ihre Bedeutung im Leben Ramses’ II. wird besonders deutlich durch ihre Darstellungen in der altägyptischen Kunst dieser Zeit. Sie wird sehr häufig in gleicher Größe neben ihrem Gemahl abgebildet, was einer weitgehenden Gleichstellung ihrer Person mit dem  König nahekommt. Dies war im alten Ägypten eher ungewöhnlich und ist sonst nur für die großen königlichen Gemahlinnen Teje und Nofretete bezeugt.

## Königin

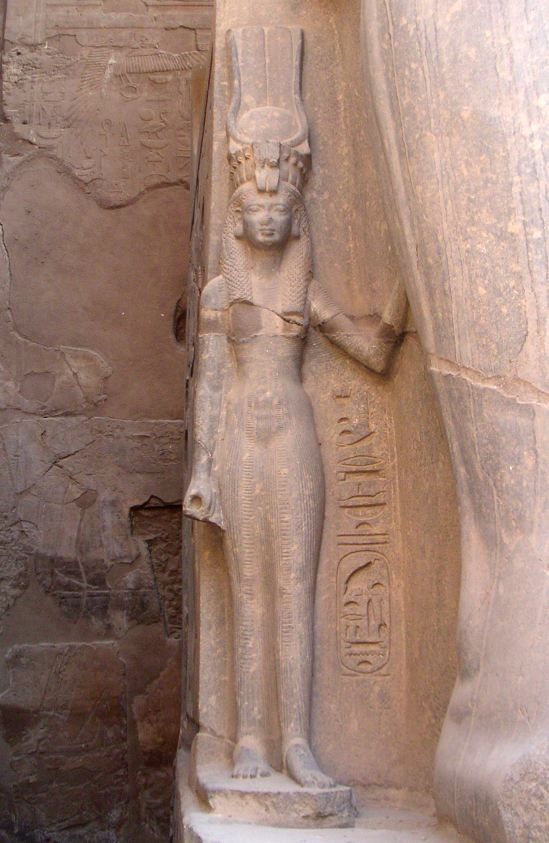
Darstellung der Nefertari an der Seite von Ramses II. im Luxor-Tempel

Nefertari war schon vor der Thronbesteigung ihres Mannes mit diesem verheiratet und beide hatten bereits mehrere gemeinsame Kinder. Sie ist erstmals im Grab des Hohepriesters des Amun, Nebwenenef, dargestellt, der im ersten Regierungsjahr von Ramses II. zum Hohepriester ernannt worden war. Dieses Ereignis ist in seinem Grab dargestellt. Nefertari ist hinter ihrem Gatten im sogenannten „Erscheinungsfenster“ des Palastes abgebildet. Nebwenenef steht vor dem Königspaar. Die Königin erscheint in der Folgezeit immer wieder in Szenen hinter ihrem Gatten. Als einzige Gemahlin von Ramses II. führte sie auch eine Korrespondenz mit Puduhepa, der Gemahlin des Hethiterkönigs Hattušili III. Diese Briefe setzten erst nach dem Friedensvertrag zwischen Ramses II. und Hattušili III., in dem 21. Jahr des Ersteren, ein. In diesen Briefwechseln, der auch von anderen Hofangehörigen bekannt ist, sind jedoch meist nur Höflichkeiten ausgetauscht worden. In den Keilschrifttexten erscheint die Königin als Naptera.
Nefertari wird das letzte Mal im 24. Regierungsjahr von Ramses II., bei der Einweihung der beiden Tempel von Abu Simbel, erwähnt, wozu das Herrscherpaar extra nach Nubien reiste. Bei den eigentlichen Feierlichkeiten spielte jedoch überraschenderweise Tochter Meritamun die Hauptrolle. Es ist vermutet worden, dass dies auf den kranken Zustand der Nefertari zurückzuführen war. Danach verschwindet sie aus den Quellen und es kann angenommen werden, dass sie kurz darauf verstarb.